# Gholam Reza Minbashian
Gholam Reza Minbashian (1861-1935) est un musicien et compositeur iranien.

## Biographie

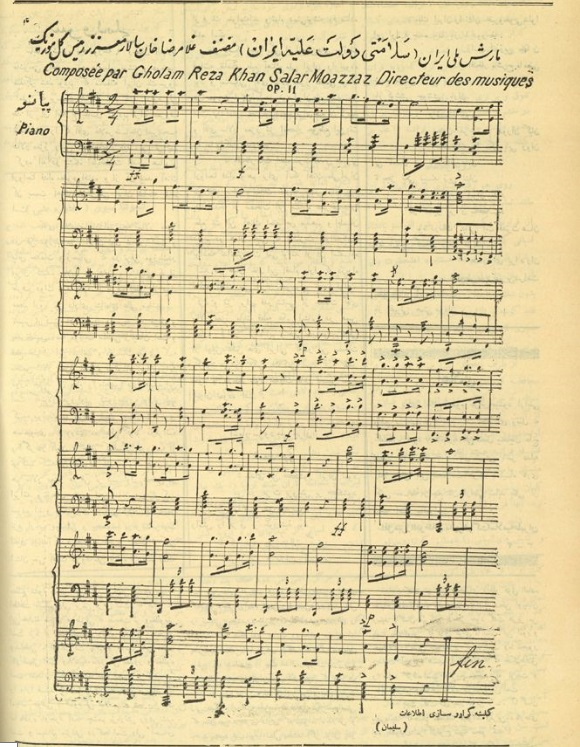
[https://upload.wikimedia.org/wikipedia/commons/d/d6/Salamati-ye_Dowlat-e_Elliye-ye_Iran.ogg Hymne de la Révolution constitutionnaliste de Gholam Reza Minbashian

Gholam Reza Minbashian (Salar Mo’azez غلامرضا مین‌باشیان ) (1935-1861) est un pionnier dans l’histoire de la musique classique en Iran. Il est reconnu comme le premier Iranien à avoir reçu une éducation en musique classique, le premier à avoir étudié la musique à l’étranger, le premier dont les œuvres sont publiées en Europe, le premier à avoir créé l’enseignement de la musique classique en Iran ainsi que le premier orchestre à cordes. Il est, entre autres, l’auteur de la musique de l’hymne national de la Révolution constitutionnaliste d’Iran intitulé État sublime d'Iran (Dowlat-e Elliye-ye Irān – )دولت علیّه ایران.).
Gholam Reza Minbashian  est fils de Nasrollah, un ingénieur en électricité, et de Qamar al-Zaman, probablement la première femme en Iran à jouer du piano. Il est né en 1861 à Téhéran. Il fait des études supérieures de musique à Daral-Fonun, premier établissement d’enseignement supérieur où la musique fait l’objet d’un enseignement académique. Élève durant huit ans du Français Alfred Jean-Baptiste Lemaire, il termine également l’École militaire et devient officier ainsi que l’adjoint de Lemaire à la direction du Département de musique. Il est décoré par Nasser al-Din Shah (de la dynastie Qajar).
En 1898, à 37 ans, il part pour la Russie avec son fils (nommé Nasrollah d’après son père) pour parfaire sa formation au Conservatoire de Saint-Pétersbourg. Il y inscrit son fils âgé de 13 ans et suit lui-même durant deux ans l’enseignement de Rimsky-Korsakov. De retour en Iran il est affecté à la Brigade des cosaques dirigée alors par les Russes. Il y dirige la musique de la Brigade.
À l’émergence de la Révolution constitutionnaliste il quitte cette brigade dont il dénonce le despotisme et part  pour la France. Ce n’est qu’en 1912 qu’il revient en Iran pour recevoir le grade de général d’armée et prendre la direction de l’orchestre royal de l’armée. Il obtient le titre de Salar Moazaz, titre royal de la dynastie Qadjar donné aux grands hommes d’État. Médaillé à plusieurs reprises dont de la médaille de diamant, il enseigne le piano au prince héritier Ahmad Shah. En 1921 il crée l’École de musique de l’armée, devient le directeur du Département de musique de Darl-Fonun. Il en assure cette direction avec son fils Nasrollah jusqu’en 1928. Compositeur, il est le premier à transcrire la musique persane en notes européennes. Il compose le premier hymne national de l’Iran constitutionnaliste. Il est également le premier à proposer et instaurer le chant dans les écoles primaires. Les hymnes nationaux sont composés par son fils Nasrollah à partir de paroles issues des œuvres des poètes Saadi et Ferdowsi. Il prend sa retraite en 1931 et meurt en 1935 à l’âge de 74 ans. Il est enterré dans la ville « sainte de Ghom ».

### Famille
Gholam Reza Minbashian eut une imposante ascendance sur ses sept enfants. Il encouragea deux de ses fils Nasrollah et Gholam-Hossein à des études supérieures musicales dans des conservatoires de renom.

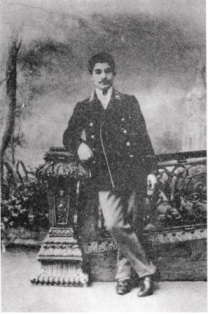
Nasrollah Minbashian au Conservatoire de Saint-Pétersbourg.

Nasrollah (1885-1938) entre à treize ans au Conservatoire de Saint-Petersbourg pour une durée de sept années. De retour en Iran, il entre dans la Brigade des Cosaques et y restera jusqu’au grade de général de Brigade. Il succède à son père à la direction de la musique militaire qu’il cumule avec la direction de l’École de musique. Il assurera ces directions jusqu’en 1935 tout en enseignant plusieurs instruments dont il avait la maîtrise : le piano, le violon, le violoncelle. Il composa également plusieurs hymnes nationaux en utilisant les œuvres des poètes Ferdowsi et Saadi. Il meurt le 29 août 1938 à l’âge de 53 ans.
Gholam-Hossein (1907-1978) étudia aux conservatoires Stern de Berlin et de Genève. À son retour en Iran en 1932, il intégra l’École militaire, prit la direction du Conservatoire de musique en 1934 fonda et dirigea le premier orchestre symphonique d’Iran, l’orchestre “ Baladieh ”.
Gholam Reza eut trois petits-fils qui jouaient des instruments de musique : Fathollah le violon, Nemat le piano et étudia la direction d’orchestre, Ezatollah, le violoncelle. Fathollah et Nemat Minbashian initièrent les premiers tangos iraniens, Ezatollah devint le premier ministre de la culture d’Iran sous la dynastie Pahlavi. Il fonda l’Opéra de Téhéran le « Talar Rudaki » et contribua à la renaissance des chants et danses folkloriques iraniens. Fathollah et Ezatollah supervisèrent ensemble le défilé historique de l’armée achéménide lors des cérémonies des Fêtes des 2 500 ans de la fondation de l'Empire Perse à Persépolis.